# Georg Späth
Georg Späth, nemški smučarski skakalec, * 24. februar 1981, Oberstdorf.
Prvič je v svetovnem pokalu nastopil v sezoni 1998/99 na tekmi Novoletne turneje v Oberstdorfu, prve točke pa je osvojil za 27. mesto na tekmi v Salt Lake Cityju v sezoni 2000/01.
Po nekaj solidnih nastopih v svetovnem pokalu je vedno bolj pridobival zaupanje trenerja Reinharda Hessa, postal je tudi član A-nemške ekipe. Bil je tudi kandidat za nastop na Olimpijskih igrah leta 2002 v Salt Lake Cityju, vendar je prednost pred njim dobil Stephan Hocke.
Njegova najboljša sezona je bila sezoni 2003/04, ko je tekmo v Garmisch-Partenkirchnu končal kot tretji, v Willingenu pa je bil še mesto boljši. 
Na svetovnem prvenstvu v poletih v Planici je osvojil 4. mesto potem, ko je po prvem dnevu tekmovanja celo vodil z 225 metrov dolgim poletom.
Sezono je končal kot enajsti skakalec sveta.
Na svetovnem prvenstvu v Oberstdorfu leta 2005 je z ekipo osvojil srebrno medaljo na mali skakalnici, pravtako pa je z nemško  osvojil bron na svetovnem prvenstvu v poletih leto dni kasneje v Bad Mitterndorfu.